# Švédská fotbalová reprezentace
Švédská fotbalová reprezentace reprezentuje Švédsko na mezinárodních fotbalových akcích, jako je mistrovství světa nebo mistrovství Evropy.

## Mistrovství světa
Seznam zápasů švédské fotbalové reprezentace na MS
| Rok    | Účast                                            | Soupisky |
| ------ | ------------------------------------------------ | -------- |
| 1930   | Ne                                               | –        |
| 1934   | Vyřazeni ve čtvrtfinále Německem                 | Soupiska |
| 1938   | Prohra v zápase o bronz s Brazílii               | Soupiska |
| 1950   | Bronzová medaile                                 | Soupiska |
| 1954   | Nepostoupili z kvalifikace                       | –        |
| 1958   | Stříbrná medaile                                 | Soupiska |
| 1962   | Nepostoupili z kvalifikace                       | –        |
| 1966   | Nepostoupili z kvalifikace                       | –        |
| 1970   | Nepostoupili ze skupiny                          | Soupiska |
| 1974   | Nepostoupili ze skupiny                          | Soupiska |
| 1978   | Nepostoupili ze skupiny                          | Soupiska |
| 1982   | Nepostoupili z kvalifikace                       | –        |
| 1986   | Nepostoupili z kvalifikace                       | –        |
| 1990   | Nepostoupili ze skupiny                          | Soupiska |
| 1994   | Bronzová medaile                                 | Soupiska |
| 1998   | Nepostoupili z kvalifikace                       | –        |
| 2002   | Vyřazeni v osmifinále Senegalem                  | Soupiska |
| 2006   | Vyřazeni v osmifinále Německem                   | Soupiska |
| 2010   | Nepostoupili z kvalifikace                       | –        |
| 2014   | Nepostoupili z kvalifikace                       | –        |
| 2018   | Vyřazeni ve čtvrtfinále Anglií                   | Soupiska |
| 2022   | Nepostoupili z kvalifikace                       | –        |
| Celkem | Účast – 12× Zlato – 0×, Stříbro – 1×, Bronz – 2× |          |

## Mistrovství Evropy
Seznam zápasů švédské fotbalové reprezentace na Mistrovství Evropy
| Rok     | Účast                                           | Soupisky |
| ------- | ----------------------------------------------- | -------- |
| 1960    | Ne                                              | –        |
| 1964    | Nepostoupili z kvalifikace                      | –        |
| 1968    | Nepostoupili z kvalifikace                      | –        |
| 1972    | Nepostoupili z kvalifikace                      | –        |
| 1976    | Nepostoupili z kvalifikace                      | –        |
| 1980    | Nepostoupili z kvalifikace                      | –        |
| 1984    | Nepostoupili z kvalifikace                      | –        |
| 1988    | Nepostoupili z kvalifikace                      | –        |
| 1992    | Bronzová medaile                                | Soupiska |
| 1996    | Nepostoupili z kvalifikace                      | –        |
| 2000    | Nepostoupili ze skupiny                         | Soupiska |
| 2004    | Vyřazeni ve čtvrtfinále Nizozemskem             | Soupiska |
| 2008    | Nepostoupili ze skupiny                         | Soupiska |
| 2012    | Nepostoupili ze skupiny                         | Soupiska |
| 2016    | Nepostoupili ze skupiny                         | Soupiska |
| ME 2020 | Vyřazení v osmifinále Ukrajinou                 | Soupiska |
| 2024    | Nepostoupili z kvalifikace                      | –        |
| Celkem  | Účast – 7× Zlato – 0×, Stříbro – 0×, Bronz – 1× |          |